# Nalle Valtiala
Nalle Valtiala, född 2 januari 1938, är en finlandssvensk författare. Valtiala debuterade 1961 med novellsamlingen Landet Marita. Han är far till Robin Valtiala.

## Utgivna böcker
- Fiskarkrönika2 (2018)
- Ett gram morfin då och då : pastischer från landet bortom lagen (2017)
- Rid Söderut med vinden (2016)
- Uttis tur (2015)
- Humboldts papegoja (2012)
- Jonna och mirakelträdet (2010)
- Stintas bok (2007)
- Anna (2005)
- På Korpila gård (2003)
- På min mammas gata (1999)
- Tang (1995)
- Pojken som gick under jorden (1993)
- En galen tebjudning (1991)
- Narkissos (1988)
- Yin och Yang (1987)
- Nationens hjälte (1986)
- I Mark Twains hjulspår (1982)
- Res västerut, unge man! (1978)
- Tonga (1974)
- Lotus (1973)
- Notvarp i Sargassohavet (1972)
- Varning för människan (1968)
- Äventyret (1965)
- Åtta noveller (1963)
- Landet Marita (1961)